# Tarsocamenta kapiriana
Tarsocamenta kapiriana is een keversoort uit de familie bladsprietkevers (Scarabaeidae). De wetenschappelijke naam van de soort is voor het eerst geldig gepubliceerd in 1924 door Moser.